# Time Shifted TV
Time Shifted TV (с англ. — «сдвинутое во времени вещание») — функциональная возможность цифрового телевидения, при которой пользователь может просматривать телепрограммы, используя функции «Пауза» и «Перемотка». Возможность постановки на «паузу» телепрограмм цифрового телевидения обеспечивается записью программы на устройство хранения (жёсткий диск в ресивере цифрового телевидения, видеосервер в сети оператора, внешние флеш-накопители в ресиверах) и последующим его воспроизведением с помощью встроенного медиаплеера.